# Libellulidae

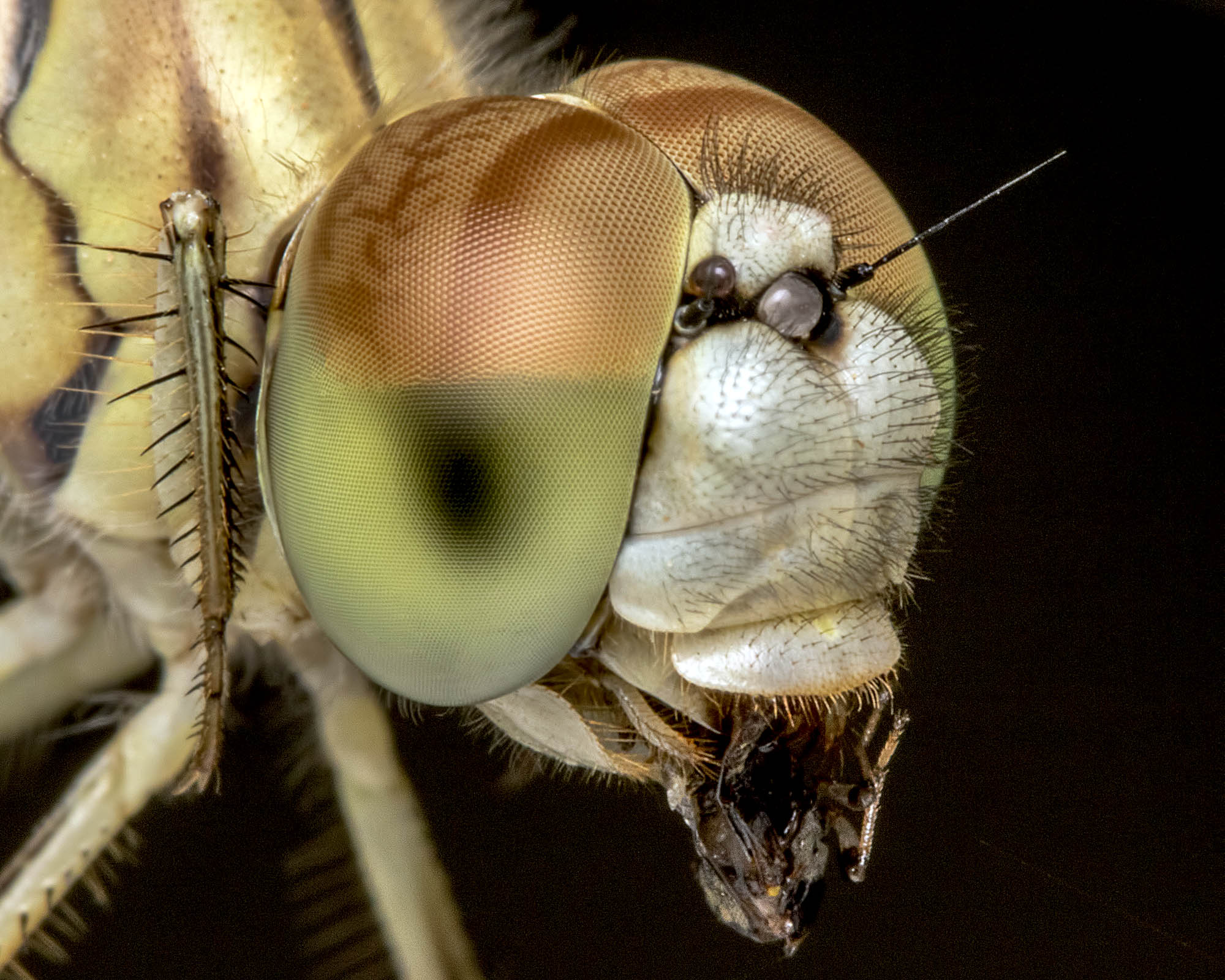
Detalle de la cabeza de una hembra de Diplacodes trivialis.

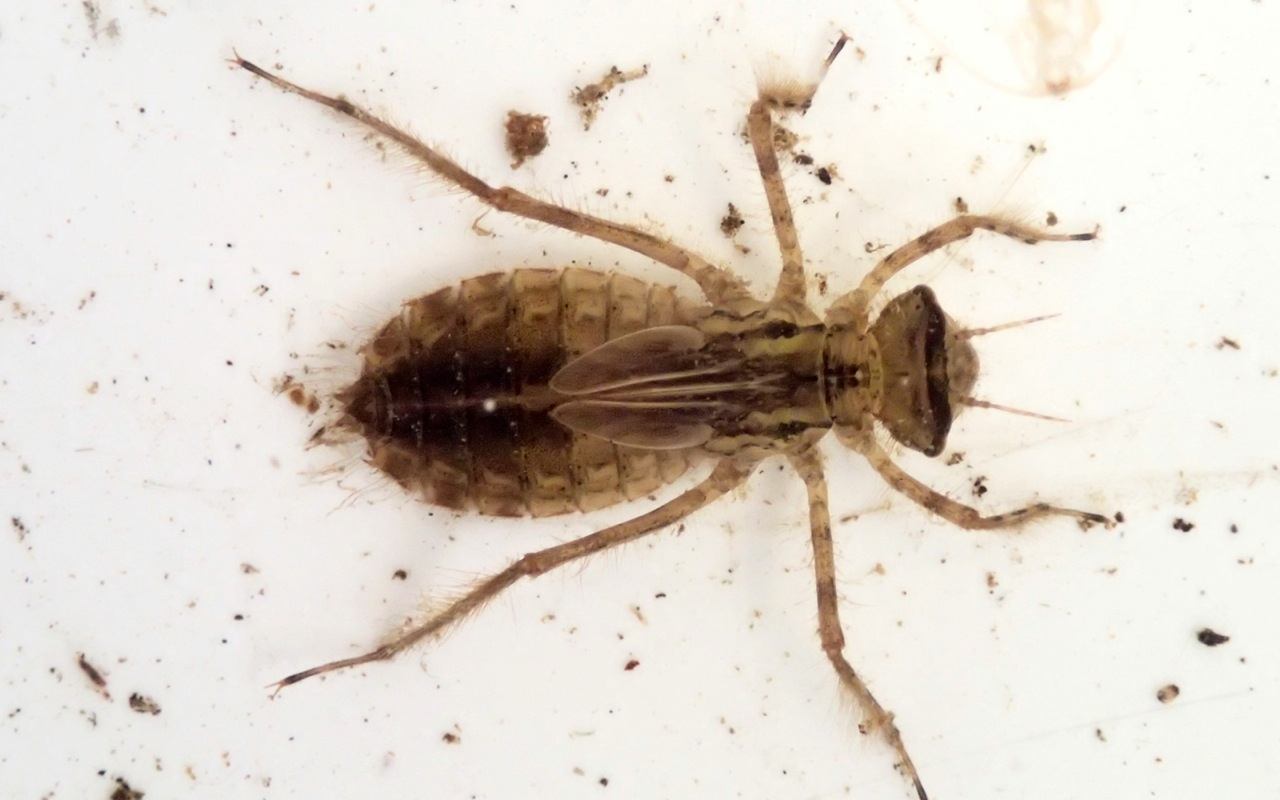
Libellula quadrimaculata. Ninfa.

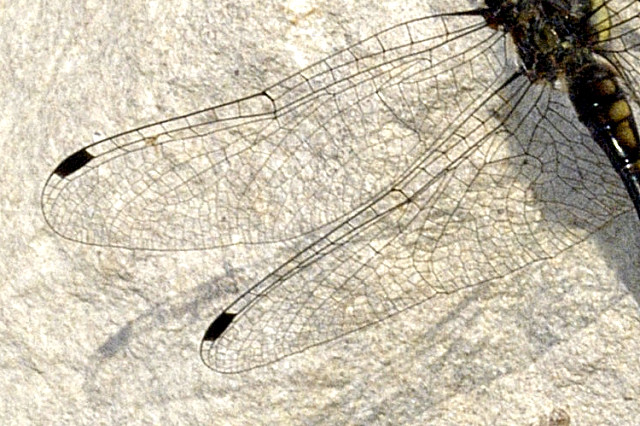
Sympetrum danaeː detalle de las alas.

Los libelúlidos (Libellulidae) son una familia de odonatos anisópteros, la más amplia del mundo. A veces se considera que contiene las familias Corduliidae (como subfamilia Corduliinae) y Macromiidae (como subfamilia Macromiinae). Incluso si ambos se excluyen (como hace Silsby), aún queda una familia de alrededor de 1000 especies. Con una distribución casi mundial, constituyen casi con total certeza las libélulas más frecuentemente vistas por los seres humanos.
El género Libellula puebla sobre todo el Nuevo Mundo, pero también presenta uno de los pocos odonatos en peligro de extinción de Japón, Libellula angelina. Muchos de los miembros de este género presentan brillantes colores o tienen alas con bandas. El género emparentado Plathemis incluye a las libélulas conocidas como coliblancas. El género Celithemis contiene varias especies brillantemente coloreadas del sur de Estados Unidos. Los miembros del género Sympetrum pueden encontrarse en casi todo el mundo, excepto en Australia. Varias especies del hemisferio austral en los géneros Trithemis y Zenithoptera son especialmente bellas. Otros géneros comunes son Tramea y Pantala.
Los libellúlidos tienen ninfas de cuerpo robusto con el labio inferior o labium convertido en un órgano desplegable situado en la parte inferior de la cabeza, llamado máscara, con el que captura sus presas.

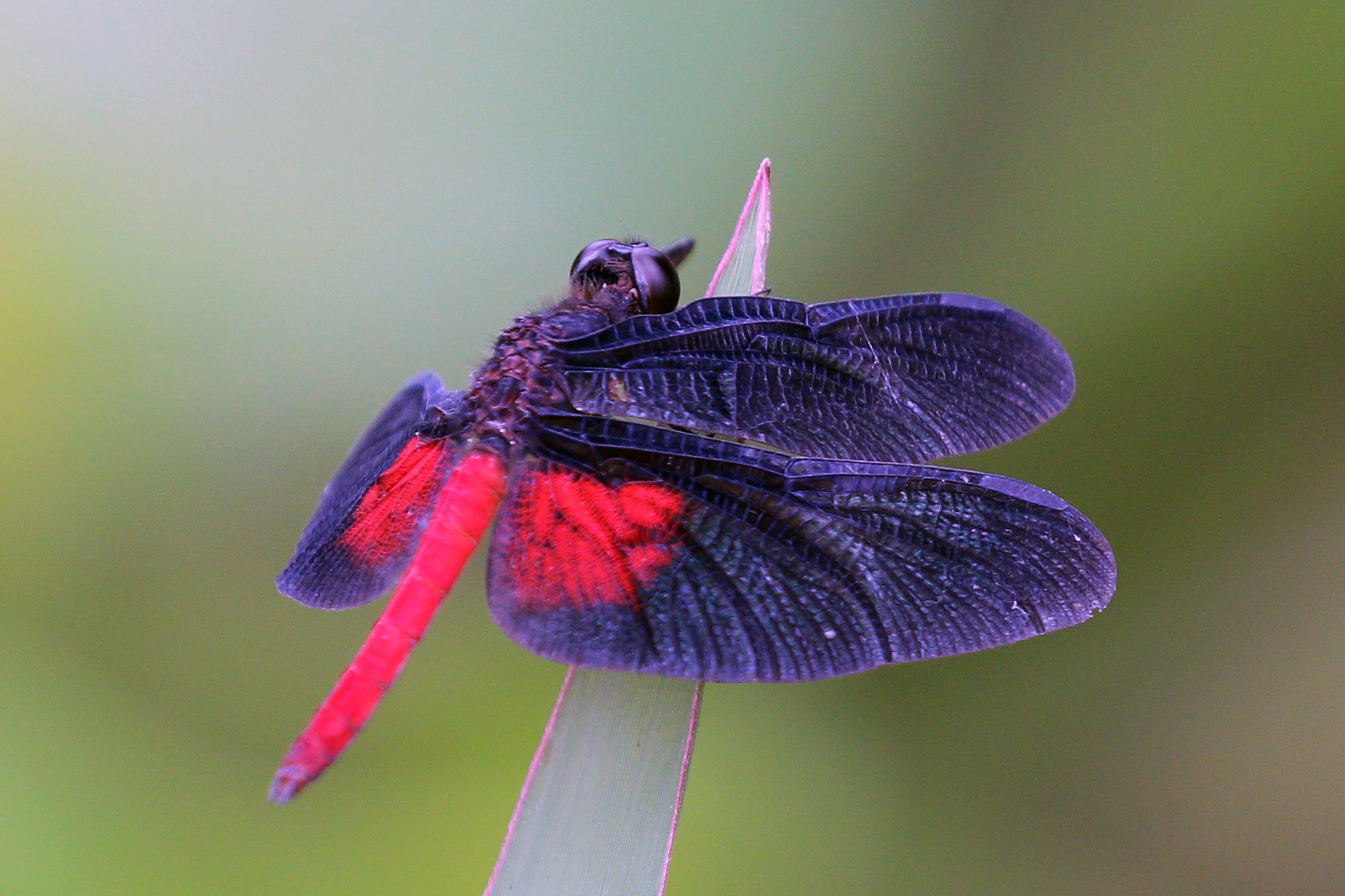
Diastatops pullata
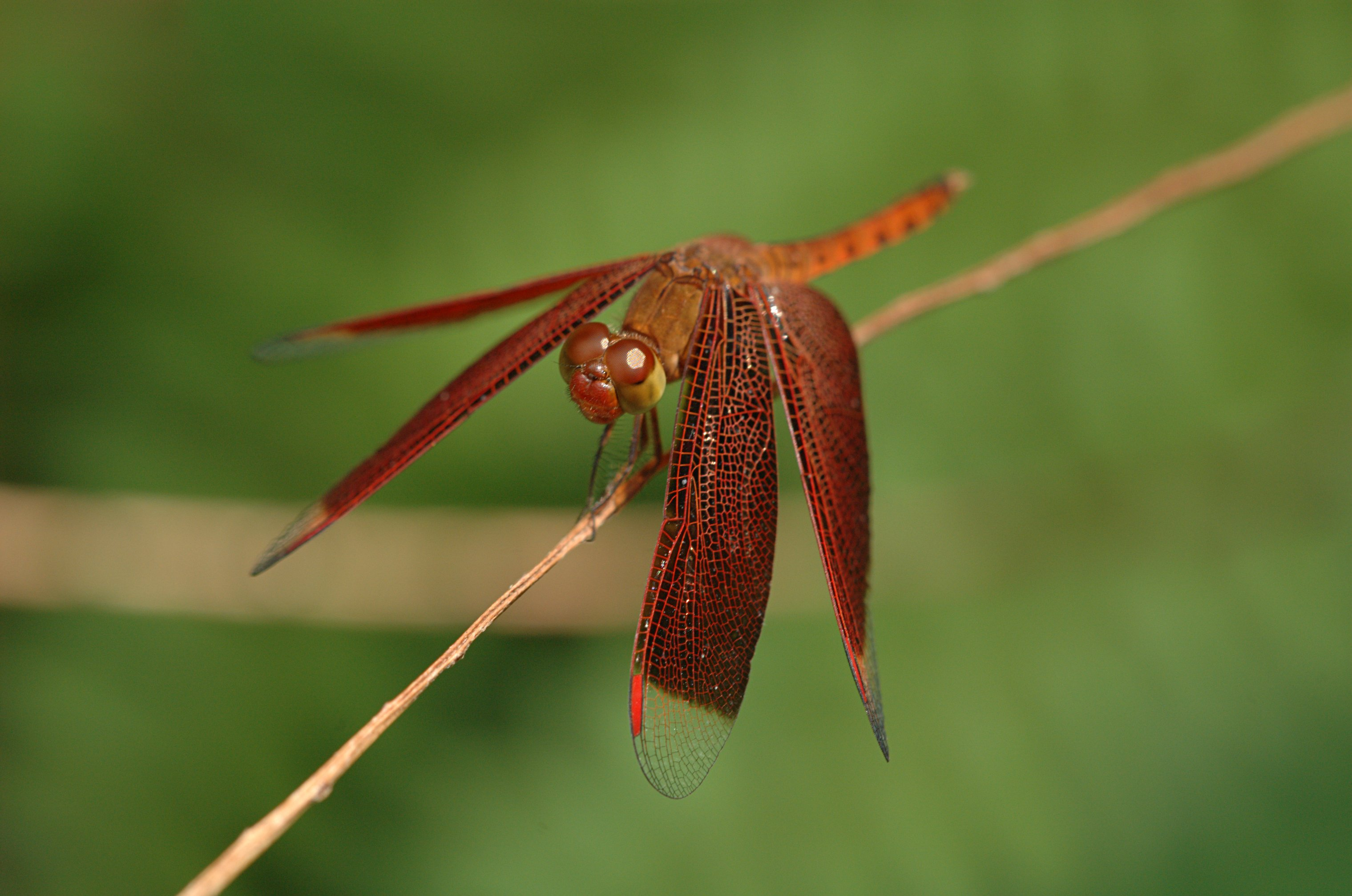
Neurothemis fluctuans
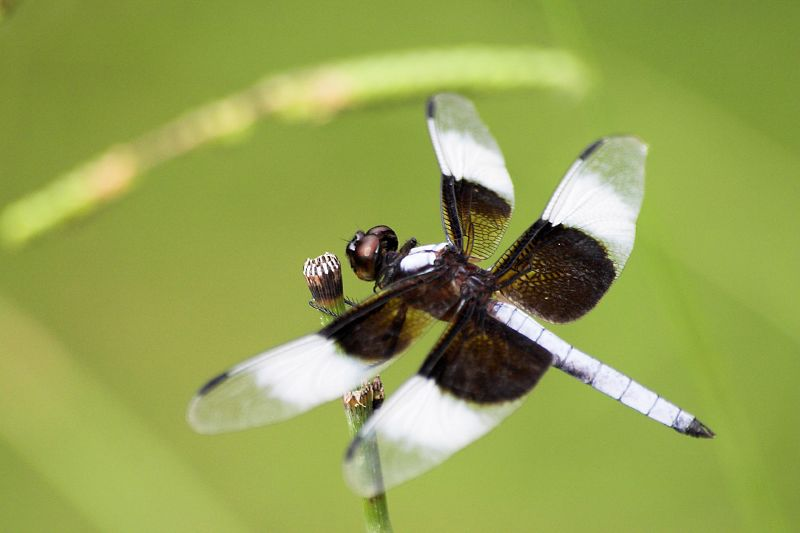
Libellula luctuosa
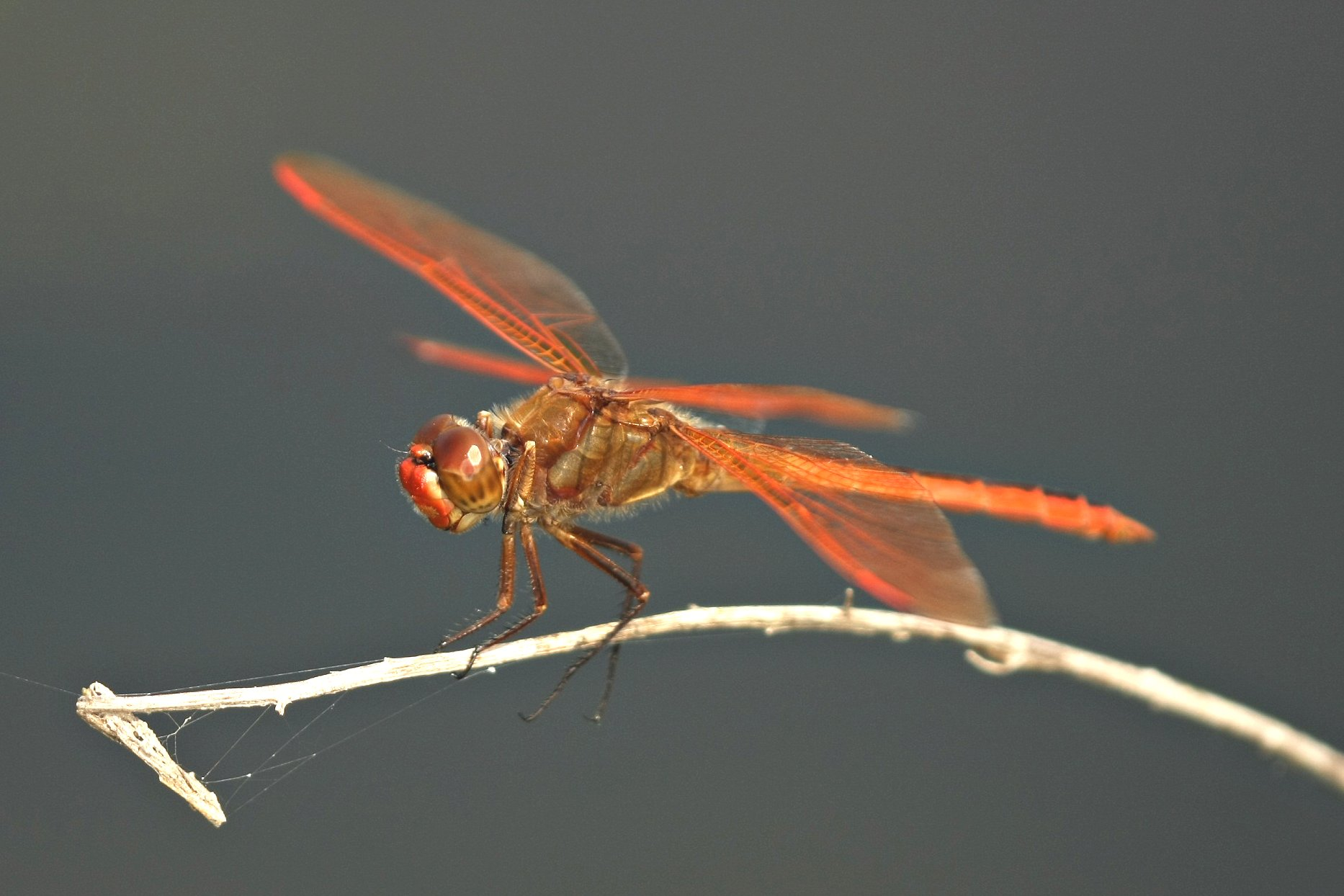
Libellula auripennis
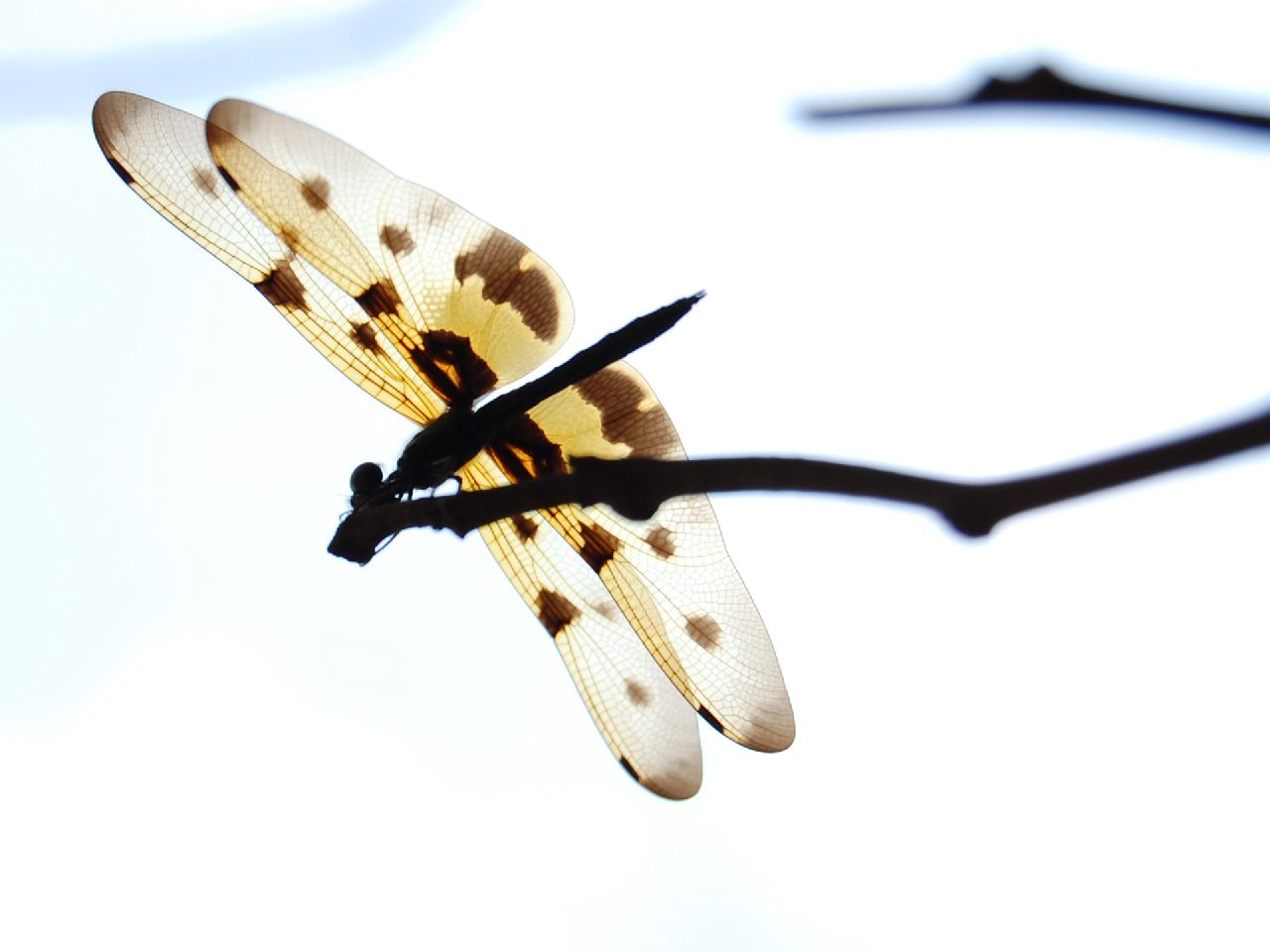
Celithemis fasciata
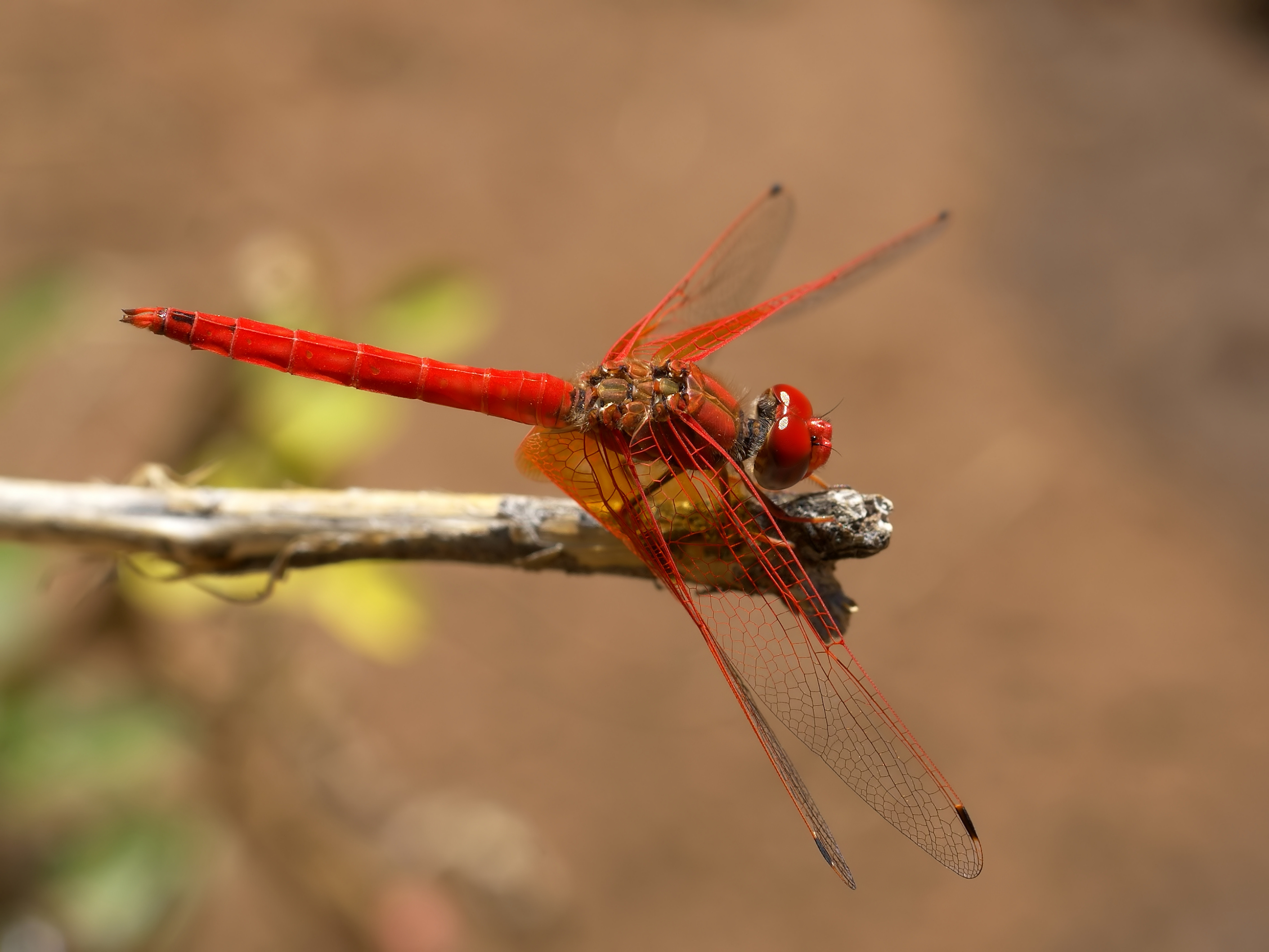
Trithemis kirbyi

## Géneros
La familia comprende los siguientes géneros: